# Gonguembo
Gonguembo è un municipio dell'Angola appartenente alla provincia di Cuanza Nord. Ha 37.405 abitanti (stima del 2006) ed una superficie di 1.400 km².